# Lijepa sela lijepo gore
Lijepa sela lijepo gore (srb. Lepa sela lepo gore) je srpski film Srđana Dragojevića snimljen 1996. godine.
Film je inspiriran istinitim događajem, pričom o sedam srpskih vojnika drinskog korpusa zatočeno devet dana u 97 metara dugom tunelu, Brodar (8km od Višegrada prema Rogatici) kod Međeđe u rujnu 1992. godine. Film je bio srpski kandidat za nagradu Oscar, za najbolji strani film 1996. godine. Smatra se modernim klasikom srpske kinematografije.

## Radnja
Radnja filma počinje u jednoj beogradskoj vojnoj bolnici gde su smješteni ranjenici rata u Bosni i Hercegovini. U bolnici se filmski junaci sjećaju mladosti i rata. Priča se vrti oko dvojice dječaka, Halila, muslimana, i Milana, Srbina, koji su odrasli zajedno u selu blizu napuštenog tunela. Kao djeca nisu se usudili ući u tunel, jer su vjerovali da tamo boravi „drekavac“. Dvanaest godina kasnije, tijekom rata u Bosni, Milan, zarobljen u tunelu sa svojim suborcima, i Halil, nalaze se na suprotnim stranama, sudbinski srljajući u sukob. Među iscrpljenim srpskim borcima našla se i jedna zalutala američka novinarka.

## O likovima
- Milan (Dragan Bjelogrlić) središnji junak priče, mladić rastrzan unutrašnjim sukobima u sebi i državi.
- Velja (Nikola Kojo): Poznati lopov iz Beograda, koji je najveći dio svog „posla“ obavljao 1980-ih i ranih 1990-ih. Kada je došao vojni poziv za njegovog mlađeg brata, on se predstavio kao brat i umjesto njega otišao u rat. On je dao ime filmu. Nakon što je njegova jedinica spalila selo rekao je: „Lepa sela lepo gore, a ružna ostaju ružna čak i kada gore.“

- Petar (Profesor) (Dragan Maksimović): Bosanski Srbin, profesor iz Banje Luke po čemu je dobio nadimak. U filmu izgleda da ima nostalgičan osjećaj prema Jugoslaviji. Dok drugi za vrijeme rata pale kuće i sve što u njima nađu, on je više zainteresiran za literaturu pa po kućama koje će kasnije zapaliti prvo pretraži zanimljive knjige. Često čita iz dnevnika koji je našao za vrijeme rata.

- Brzi (Zoran Cvijanović): Narkoman koji je pod utjecajem droge s nadvožnjaka upao u kamion JNA koji se kretao ka hrvatskoj granici. Jedini razumije engleski.

- Viljuška (Milorad Mandić): Srpski četnik i patriot iz Srbije koji je u rat krenuo iz patriotskih razloga te da bi zaštitio svog kuma Lazu. Dobio je nadimak Viljuška zato što oko vrata nosi vilicu. Poznata je njegova rečenica u filmu: „Onomad sam gledao na televizoru... Jel znaš ti, nesrećo, da su Srbi najstariji narod. Dok su Švaba... i Englez... i Amerikanac pre... šesto godina, jeli svinju s rukama, mi (Srbi) smo imali ovo (pokazuje na [[[vilica|vilicu]]). Na srpskom dvoru mi s viljuškom boc, a Švaba s rukama, usta ga jebem!... najstariji.“ U filmu je duhovit i sretan sve dok njegov kum Laza ne premine u napadu Bošnjaka.

- Laza (Dragan Petrović): Laza je Viljuškin kum. Dok je gledao vijesti o užasima protiv Srba, iznervirao se i otišao kao dobrovoljac u rat.

- Marko (Marko Kovijanić): Mladić od 18 godina koji očajnički traži poštovanje ostalih članova voda. Najviše cijeni Velju.

- Gvozden (Bata Živojinović): Vođa voda i profesionalno obučeni časnik JNA. Voli Tita i nedostaje mu Jugoslavija.

- Učiteljica (Vera Dedović): Lik učiteljice vezuje se za period detinjstva glavnih junaka. Ona je mlada, šarmantna, a vrijeme između dva odmora provodi s poštarom Nazimom na travnjaku u blizini škole.
- Smatra se jedinim filmom o ratu koji je sniman tijekom tog istog rata, i to u ratnoj zoni.

## Vanjske poveznice
- Lijepa sela lijepo gore u internetskoj bazi filmova IMDb-a